# Svarttjärnet (Skillingmarks socken, Värmland)
Svarttjärnet är en sjö i Eda kommun i Värmland och ingår i Göta älvs huvudavrinningsområde.